# P/2016 BA14 PANSTARRS
P/2016 BA14 (PANSTARRS) è una cometa periodica appartenente alla famiglia delle comete gioviane. La cometa è stata probabilmente originata dalla scissione del nucleo di una preesistente cometa che ha dato origine anche ad un'altra cometa. Al momento della scoperta, il 22 gennaio 2016, è stata ritenuta un asteroide, in seguito ci si è accorti della sua natura cometaria e sono state scoperte immagini di prescoperta risalenti al 1º dicembre 2015.

## Orbita
L'orbita della cometa presenta tre caratteristiche interessanti:
- i suoi elementi orbitali presentano un'estrema somiglianza con quelli della cometa 252P/LINEAR, tanto da fa ritenere che le due comete siano state originate dalla scissione del nucleo di una preesistente cometa;
- ha il perielio nelle immediate vicinanze dell'orbita della Terra, dando luogo alla possibilità di passaggi molto ravvicinati tra la cometa e la Terra come è avvenuto nel 2016;
- ha MOID molto piccole con i pianeti Giove e la Terra: la MOID con Giove è di circa 15 milioni di km, quella con la Terra di circa 2,4 milioni di km. La piccola MOID con Giove fa sì che si possono verificare incontri estremamente ravvicinati con Giove tali da far subire alla cometa radicali cambiamenti di orbita, a seguito di uno di essi, probabilmente quello avvenuto tra la fine del 1903 e l'inizio del 1904, la cometa è stata immessa da Giove nell'orbita attuale, la MOID con la Terra invece permette al toro meteorico generato dalle polveri emessi dalla cometa di dare origine ad uno sciame meteorico visibile dalla superficie terrestre. Il 1 settembre 2188 la cometa passerà a sole 0,126 u.a. da Giove [8].

## Passaggio al perielio del 2016
Il passaggio al perielio del 2016, che è avvenuto il 15 marzo 2016, è stato molto interessante sotto vari aspetti in quanto è il primo osservato per questa cometa scoperta solo poche settimane prima, per la piccola distanza che la cometa e la Terra hanno raggiunto il 22 marzo 2016, per il concomitante passaggio al perielio della cometa "gemella" 252P/LINEAR che è avvenuto lo stesso giorno di quello della P/2016 BA14 PANSTARRS, (22 marzo 2016) ed a una distanza molto simile; l'unica differenza è stata che la P/2016 BA14 PANSTARRS è transitata nell'emisfero celeste boreale mentre la 252P/LINEAR è transitata nell'emisfero celeste australe.
La minima distanza della P/2016 BA14 Panstarrs dalla Terra è stata di circa 0,024 UA pari a circa 3,6 milioni di km ed è avvenuta il 22 marzo 2016 attorno alle 14-15 TU (UT in inglese), le 15-16 ora legale italiana (UTC+1): questa distanza è circa 1,5 volte la minima distanza teorica raggiungibile dai due corpi celesti (MOID). La cometa assieme alla gemella 252P/LINEAR è entrata nella lista delle dieci comete che negli ultimi 2.000 anni sono transitate più vicine alla Terra: il più recente passaggio di una cometa iscritta in questa lista è avvenuto l'11 maggio 1983 quando la cometa non periodica C/1983 H1 IRAS-Araki-Alcock giunse a soli 4.682.000km dalla Terra.
La cometa è stata riosservata dal 17 ottobre 2020 ad inizio gennaio 2021 : il prossimo passaggio ravvicinato alla Terra avverrà il 14 marzo 2048 a una distanza di circa 0,052 UA.

## Sciame meteorico correlato
La cometa dovrebbe originare uno sciame meteorico, ancora da confermare, nella costellazione della Colomba situata nell'emisfero celeste australe, di conseguenza lo sciame e le sue piogge saranno meglio osservabili dall'emisfero australe. Il radiante dello sciame durante il picco di attività che capita attorno al 21 marzo, è situato alle coordinate celesti 05 H 26 M, -39°, a circa 6° da Alfa Columbae ed a circa 2,5° dall'ammasso globulare NGC 1851 (non visibile ad occhio nudo). La velocità geocentrica delle sue meteore è bassa, 14,15 km/s, la distanza tra il toro meteorico e l'orbita della Terra è di 0,016 UA, pari a circa 2,4 milioni di km.